# Grand Theft Auto VI
Grand Theft Auto VI (abreviado como GTA VI o GTA 6) es un próximo videojuego de acción-aventura de mundo abierto desarrollado por Rockstar Games, que será lanzado el 26 de mayo de 2026. Será la octava entrega de la saga, tras Grand Theft Auto V de 2013, y la decimosexta en total. Tras años de especulaciones y filtraciones, Rockstar confirmó que el juego estaba en desarrollo en febrero de 2022. Inicialmente saldrá en las consolas PlayStation 5 y Xbox Series X/S.

## Argumento
El juego cuenta con dos personajes principales, Jason Duval y Lucia Caminos, radicados en Vice City, en el Estado de Leonida, (estado ficticio basado en Florida) cuyo nombre se cree que hace referencia a Juan Ponce de León, descubridor y gobernante español de la Florida española.
Lucia acaba de salir del correccional de Leonida (LDC), y a la salida es acompañada por su pareja, Jason. Ambos constituyen una pareja tanto sentimental como criminal.
Rockstar Games publicó en su página web oficial una pequeña sinopsis del argumento:

Vice City, EE. UU.

Jason y Lucia siempre han sabido que las cartas estaban en su contra, pero cuando un golpe que parecía fácil sale mal, se ven atrapados en el lado más oscuro del lugar más soleado de América, en medio de una conspiración criminal que se extiende por todo el estado de Leonida, y obligados a depender más que nunca el uno del otro si quieren salir con vida.

## Desarrollo
Tras el lanzamiento de Grand Theft Auto V en septiembre de 2013, el presidente de Rockstar North, Leslie Benzies, dijo que la compañía tenía «algunas ideas» para la siguiente entrada de la serie. En marzo de 2018, The Know informó que el próximo juego de la serie tenía el nombre en clave de Project Americas, ambientado en una Vice City reelaborada, una versión ficticia de Miami, con un personaje femenino como protagonista jugable.
En abril de 2020, Jason Schreier, de Kotaku, informó que el juego estaba «en las primeras fases de desarrollo» y que comenzaría como «un lanzamiento de tamaño moderado» y se ampliaría con el tiempo para evitar el crunch (horas extras para que el videojuego salga en la fecha de salida acordada) como sus juegos anteriores.
En julio de 2021, el escritor Tom Henderson afirmó que el juego estaría ambientado en una Vice City contemporánea, y que su mapa podría evolucionar con el tiempo de forma similar a Fortnite además de que no saldría hasta 2025; Schreier reafirmó estos informes.
En julio de 2022, Schreier informó para Bloomberg News que el juego se titularía Grand Theft Auto VI, y contaría con una pareja de protagonistas influenciados por Bonnie y Clyde, entre los que se encontraría una mujer latina; también afirmó que los desarrolladores estaban evitando cautelosamente bromear con los grupos marginados, en contraste con los juegos anteriores. En septiembre de 2022, se produjo una filtración de una versión temprana del desarrollo del juego, que confirmaba los rumores de Vice City y de los personajes jugables.

### Anuncio oficial
El 4 de febrero de 2022, Rockstar Games confirmó que el desarrollo de una nueva entrega de la serie estaba «muy avanzado», y que esperaba «ir significativamente más allá de lo que hemos entregado anteriormente».
En julio de 2022, Rockstar anunció que Red Dead Online no recibiría más actualizaciones importantes ya que los recursos de desarrollo se retiraron para centrarse en el próximo juego de Grand Theft Auto; y en agosto, Strauss Zelnick, director general de la empresa matriz de Rockstar, Take-Two Interactive, dijo que Rockstar estaba «decidida a establecer de nuevo puntos de referencia creativos para la serie, nuestra industria y para todo el entretenimiento».
El 8 de noviembre de 2023, Rockstar confirmó que el tráiler del próximo Grand Theft Auto estaría disponible a principios de diciembre del mismo año, haciéndolo coincidir con el 25 aniversario de la compañía.
El 1 de diciembre, Rockstar publicó un tuit señalando de manera oficial la fecha y hora del primer tráiler del juego, que sería el 5 de diciembre del 2023 a las 9 de la mañana ET.

### Avances

#### Primer tráiler
El 4 de diciembre de 2023, tras una filtración, Rockstar publicó el primer avance oficial del juego. En este primer tráiler, se mostraba de manera frenética nuevos escenarios, personajes (Lucia y su acompañante, que posteriormente en el segundo tráiler se nos revelaría su nombre, Jason) y NPCs, mientras que a su vez desvelaba de manera oficial que la ubicación sería en la ciudad de Vice City (estado de Leonida), escenario al que se volverá tras 20 años desde Grand Theft Auto: Vice City Stories. El tráiler contiene numerosos guiños a los memes del estilo Florida Man. La canción Love Is a Long Road de Tom Petty protagoniza el tráiler.Al final del tráiler se anuncia que el juego saldría en 2025. Al principio se estimaba para marzo-junio aunque luego oficialmente anunciaron entre septiembre y diciembre.
Dicho primer tráiler fue un éxito total de visitas, logrando el Récord Guiness del video más visto en 24 horas que no sea un video musical, superando un video de MrBeast con casi 60 millones de visitas.

#### Retraso a mayo de 2026
El 2 de mayo de 2025, después de 515 días sin noticias desde el primer tráiler publicado el 5 de diciembre de 2023, Rockstar Games anuncia que el lanzamiento del juego se retrasa hasta el 26 de mayo de 2026, ofreciendo así la primera fecha concreta de lanzamiento. 

#### Segundo avance
El 6 de mayo a las 15:29 horas (CEST) se publicó sin previo aviso el segundo avance del juego, esta vez profundizando más en los personajes y argumento central. En este tráiler se nos muestra a Lucia Caminos, que acaba de salir de la prisión estatal de Leonida. En la salida de la prisión le espera su pareja, Jason Duval. Se puede observar como constituyen una pareja tanto sentimental como criminal, ya que a lo largo del video se entremezclan tanto situaciones amorosas como situaciones criminales en las que ambos forman parte. La canción Hot Together de The Pointer Sisters protagonizó este segundo tráiler. En menor medida se usaron las canciones Everybody Have Fun Tonight de Wang Chung, Talkin' to Myself Again de Tammy Wynette y Child Support, del artista haitiano Zenglen. Junto con el tráiler, Rockstar actualizó la web oficial de GTA VI para incluir información adicional de los personajes y de las localizaciones, complementando esto con 70 imágenes inéditas del juego.

## Personajes
El 6 de mayo de 2025 Rockstar publicó en su página web oficial el nombre y una breve presentación de algunos de los personajes del juego. Destaca la inclusión de Lucia Caminos como primera protagonista femenina y no opcional en toda la saga.

### Personajes principales
- Lucia Caminos: Pareja de Jason. Recién salida de prisión y lista para cambiar las tornas a su favor, Lucia está decidida a cumplir su plan cueste lo que cueste. Su padre le enseñó a pelear desde pequeña y la vida no ha dejado de golpearla desde entonces. Luchar por su familia la llevó a la prisión estatal de Leonida, de la que solo la suerte la sacó. Lucia ha aprendido la lección: a partir de ahora, solo decisiones inteligentes. Lucia desea una buena vida más que nada en el mundo, aquella con la que su madre soñaba desde sus días en Liberty City.
- Jason Duval: Pareja de Lucia. Jason se crio rodeado de estafadores y delincuentes. Tras un tiempo en el ejército intentando dejar atrás su adolescencia problemática, acabó en los cayos trabajando para los narcotraficantes de la zona. Intentará rehacer su vida, ya que Jason quiere una vida fácil. Ayuda y trabaja para Brian, que además de jefe es su casero.

### Personajes secundarios
- Cal Hampton: Cal, amigo de Jason y otro de los socios de Brian, se siente seguro en casa, espiando las comunicaciones de la guardia costera con unas cervezas y unas cuantas pestañas privadas abiertas en el navegador. Conspiranoico estereotípico, pertenece al estrato más bajo de América, y no le molesta.

- Boobie Ike: Boobie es una leyenda local de Vice City. Boobie logró aprovechar el tiempo que pasó en la calle para crear un imperio legítimo compuesto por propiedades inmobiliarias, un club de striptease y un estudio de grabación. Boobie siempre sonríe, hasta que llega la hora de hablar de negocios. Tiene una estrecha relación con el joven aspirante a magnate musical Dre'Quan.

- Dre'Quan Priest: Dre'Quan siempre fue más buscavidas que gánster. Incluso cuando vendía droga en la calle para llegar a fin de mes, su meta era meterse en el mundo de la música, algo que intenta actualmente bajo su discográfica Only Raw Records. Fue empleado de Boobie en el club de striptease, buscando artistas que tocaran allí.

- Real Dimez: Bae-Luxe y Roxy, conocidas como Real Dimez, son amigas desde el instituto, y cuentan con el ingenio suficiente para convertir sus visitas a los camellos del barrio en dinero gracias a temas de rap picantes y su constante presencia en las redes. Su primer gran éxito lo consiguieron junto al rapero DWNPLY y llevó a las Real Dimez a lo más alto. Han sido fichadas por Dre'Quan para la discográfica Only Raw Records con objetivo de volver a conseguir fama.

- Raúl Bautista: Raúl es un atracador de bancos con experiencia. Siempre está buscando a gente con agallas, dispuesta a correr riesgos para obtener las mayores recompensas. Raúl se vuelve más temerario con cada golpe, y tarde o temprano su equipo tendrá que apostar y confiar en él o retirarse.

- Brian Heder: Brian es el típico narcotraficante de la época dorada del contrabando en los cayos. Sigue traficando desde su astillero junto a su tercera esposa, Lori. Lleva tanto tiempo en el negocio que ahora deja que otros se encarguen del trabajo sucio. Brian deja que Jason viva gratis en una de sus propiedades con la condición de que le ayude a extorsionar a los residentes y se pase de vez en cuando a tomar la sangría de Lori.

## Lugares

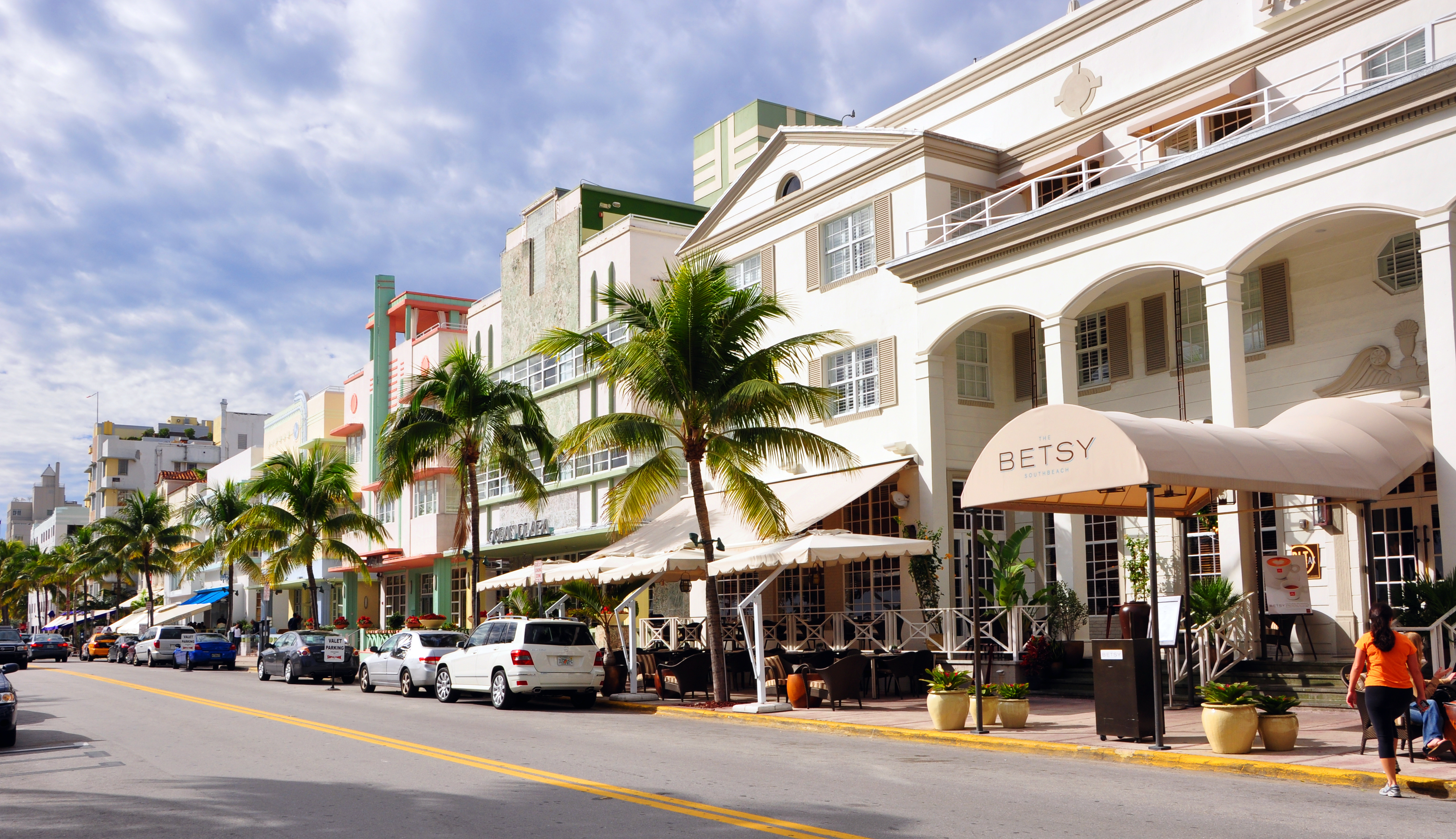
Ocean Drive, renombrado en GTA VI como Ocean Beach. Las localizaciones del juego satirizan al estado de Florida.

GTA VI cuenta con una variedad de lugares distintos, desde ciudades y suburbios hasta zonas rurales y naturales. El mapa se divide en varios condados pertenecientes todos al Estado de Leonida.

### Condado de Vice-Dale
Está basado en el Condado de Miami-Dade e integra las siguientes ciudades
- Vice City: Es la ciudad principal en GTA VI. Está basada en Miami, Florida. Es una ciudad grande y bulliciosa, en donde se intenta reflejar el glamur, el ajetreo y la codicia de Estados Unidos. Contiene diversos barrios y vecindarios, como Ocean Beach, Little Cuba, Tisha-Wocka, el puerto de Vice City y Little Haití.
- Grassrivers: Humedales basados en los Everglades, con una gran presencia de caimanes y manglares.
- Hamlet:

### Condado de Ambrosia
- Ambrosia: En el centro del estado de Leonida se encuentra la ciudad de Ambrosia. Hace un paralelismo al Cinturón de óxido y del Sol de Estados Unidos al presentar una ciudad altamente dependiente de la industria y muy conservadora, pero de capa caída. La principal fuente de trabajo en Ambrosia es la refinería de azúcar Allied Crystal. Ambrosia cuenta con una gran cantidad de moteros, que controlan de facto gran parte de la ciudad. En la política ambrosiana destaca el apoyo de Allied Crystal a la candidatura a alcalde de Erin Henshaw.

### Condado de Kelly
- Port Gellhorn: Antiguo pueblo vacacional de capa caída. Las atracciones se encuentran cerradas y los centros comerciales vacíos. Ha proliferado entonces una cultura redneck de abuso de alcohol y analgésicos. Existen varios moteles y clubs de striptease.

### Condado sin determinar
- Leonida Keys: Es un pueblo asentado en el archipiélago costero de los cayos de Leonida.
- Monte Kalaga: Parque nacional situado en la frontera norte del Estado de Leonida. El parque es montañoso, pero también cuenta con frondosos bosques. Ofrece caza, pesca, kayaks y caminos de tierra usados para raids y triales. El Monte es habitado por paletos místicos y radicales paranoicos que viven lejos de las miradas indiscretas del gobierno.

### Condado de Leonard
- Waning Sands:

### Condado de Mariana
- Watson Bay:

## Filtraciones
Durante el largo desarrollo de GTA VI, numerosos rumores rodearon al juego. La expectación era grande, y durante los años finales del desarrollo numerosas filtraciones de datos sensibles del juego se hicieron públicos, suponiendo un duro golpe para Rockstar Games, compañía conocida por su hermetismo.

### Filtración de septiembre de 2022
El 18 de septiembre de 2022, a las 9:00 CEST, un joven de 17 años filtró en GTAForums un archivo de tres gigabytes con noventa videos que mostraban casi una hora de material de trabajo del videojuego. Schreier confirmó con fuentes de Rockstar que las imágenes eran reales, y The Guardian informó que tenían un año de antigüedad. El material contenía pruebas de animación, de jugabilidad, diseños de niveles, conversaciones entre personajes, y mostraba a dos personajes, Jason y Lucia, entrando a un club de striptease y robando un restaurante en Vice City. El pirata informático afirmó ser la misma persona detrás de la brecha de seguridad de Uber de la semana anterior. Afirmaron haber descargado los archivos directamente de los grupos internos de Slack de Rockstar, y que poseían el código fuente, los activos y las versiones internas tanto del nuevo juego como de Grand Theft Auto V.
Take-Two respondió presentando la retirada de algunos videos alojados en YouTube, y se puso en contacto con los moderadores de GTAForums y Reddit para eliminar el acceso a las filtraciones. El hacker escribió después que estaban «buscando negociar un acuerdo» con Rockstar o Take-Two. Schreier describió el suceso como «una de las mayores filtraciones de la historia de los videojuegos y una pesadilla para Rockstar Games»; otros periodistas también lo calificaron como una de las mayores filtraciones de la historia de los videojuegos. Varios desarrolladores y ejecutivos ofrecieron sus condolencias a los desarrolladores de Rockstar, entre ellos Sarah Bond, Neil Druckmann y Alanah Pearce. Rockstar confirmó la filtración el 19 de septiembre, describiéndola como una «intrusión en la red», y señaló que estaba «extremadamente decepcionada» por la forma en que se mostró el juego por primera vez, pero que no preveía efectos a largo plazo en el desarrollo. Take-Two se hizo eco de Rockstar y afirmó que había tomado medidas para controlar la situación.

### Filtración del primer tráiler
El 4 de diciembre de 2023, sobre las 23 h CET, un usuario anónimo en X (apodado @Gta6trailerleak) filtró el tráiler unas 16 horas antes del anuncio oficialmente planeado por Rockstar. Ante la velocidad de difusión de la filtración, Rockstar decidió adelantar la hora de lanzamiento del avance. A las 00:10 CET, se publicó oficialmente el primer tráiler.

## Premios y reconocimientos
- 2024: Premio GOTY al juego más esperado del año.[25]